# Liou Siao-po
Liou Siao-po (čínsky: 刘晓波 nebo 劉曉波, pchin-jin: Liú Xiǎobō; 28. prosince 1955 – 13. července 2017) byl čínský literární kritik, lidskoprávní aktivista, filozof a disident, který v roce 2010 získal Nobelovu cenu míru . Obhajoval politické reformy a byl součástí kampaně k ukončení vlády jedné strany v Číně. Za své názory byl několikrát vězněn, např. v Ťin-čou.  26. června 2017 byl propuštěn ze zdravotních důvodů a zemřel 13. července 2017 na rakovinu jater. 

## Životopis
Liu se narodil 28. prosince 1955 ve městě Čchang-čchun, v provincii Ťi-lin do rodiny intelektuálů. Liovo otec Liu Ling (刘伶), se narodil v roce 1931 ve Huaidei, Ťi-lin. Byl profesorem Čínštiny na univerzitě Northeast Normal University. Zemřel na nemoc jater v září roku 2011. Liova matka, Zhang Suqin (张素勤) pracovala na univerzitě Northeast Normal University Nursery School. Liou Siao-po se narodil jako třetí z pěti chlapců.
- Jeho nejstarší bratr Liu Xiaoguang (刘晓光) byl manažer ve společnosti na import a export oděvů ve městě Ta-lien než odešel do důchodu.[11] Byli spolu odcizení od Liovo protestu na náměstí Nebeského klidu v roce 1989.
- Jeho druhý starší bratr, Liu Xiaohui (刘晓晖) je historik, který graduoval na katedře historie na Northeast Normal University, a který se stal náměstek ředitele v Muzeu provincie Ťi-lin.[12]
- Jeho mladší bratr Liu Xiaoxuan (刘晓暄), narozen v roce 1957 je profesor energie a materiálů na Guangdong University of Technology [13][14], zaměřující se na polymery v optice a výzkumem technologií světelného léčení. [15] V roce 1995 byl přijat jako PhD student do Tsinghua University, ale Liovo politické aktivity zapříčinily, že nebyl připuštěn ke zkouškám. [13]
- Jeho nejmladší bratr Liu Xiaoxuan (刘晓暄) zemřel na nemoc srdce předčasně v 90. letech.[10]

V roce 1969, během nuceného odchodu intelektuálů na venkov ho otec převezl do oblasti autonomní oblast Vnitřní Mongolsko blízko Mongolských hranic. Jeho otec nadále zůstával loajální komunistické straně. Po dokončení střední školy v roce 1974, byl poslán na zemědělskou farmu v Ťi-linu.
Poprvé na sebe upozornil v 80. letech 20. století radikálně formulovanými studiemi o vztahu k tradici a kritikou na adresu svých současníků – spisovatelů, literárních kritiků a kolegů v akademickém světě. Jeho mnohdy ostře formulovaná vystoupení si však zároveň získávala respekt intelektuální poctivostí a upřímnou snahou do důsledků promyslet zkušenost politických kampaní 50. let a Kulturní revoluce a vyvodit z nich důsledky pro další směřování intelektuálních snah moderní Číny. Vedle časopisecky publikovaných polemik zároveň v 80. letech napsal monografii o klasické evropské filosofii.
Na jaře 1989, v době, kdy začalo protestní hnutí na náměstí Tchien-an-men, byl na studijním pobytu v USA. Vrátil se do Číny a aktivně se zapojil do protestů. Nakonec byl mezi posledními, kdo na náměstí zůstali, a po masakru vyjednal s armádou bezpečné opuštění protestujících, kteří na náměstí zůstali obklíčeni, do bezpečí. Po masakru na náměstí Tchien-an-men byl poprvé vězněn. V roce 1995 byl opět zatčen, posléze strávil tři roky v převýchovném táboře, kde také potkal svoji ženu.

### Signatář a laureát Nobelovy ceny za mír
Po návratu na svobodu začal publikovat své články v zahraničí. Stal se spoluzakladatelem Nezávislého čínského centra PEN klubu, jehož je čestným prezidentem.
V roce 2008 se stal jedním ze spoluautorů a prvních signatářů Charty 08. Dva dny před zveřejněním Charty byl Liou zatčen a držen na neznámém místě. Po roce, v prosinci 2009, se v Pekingu konal soud a 25. prosince byl Liou Siao-po poslán na 11 let do vězení za "podněcování k podvracení státní moci".
Uvěznění Liou Siao-poa vyvolalo ve světě desítky nesouhlasných reakcí.[zdroj?] Dne 11. února 2010 bylo zamítnuto Liou Siao-poovo odvolání proti rozsudku. Dne 8. října 2010 se Liou Siao-po stal přes protesty čínské vlády laureátem Nobelovy ceny míru. Dne 10. prosince 2010 proběhl slavnostní ceremoniál předání Nobelovy ceny míru. Laureátovi ani jeho blízkým nebylo čínskými úřady povoleno cenu osobně převzít. 

### Onemocnění a smrt
Dne 26. června 2017 byl propuštěn z vězení kvůli onemocnění rakovinou jater. Krátce poté, dne 13. července 2017, tomuto onemocnění také podlehl.
Jeho manželka Liou Sia, která v té době již skoro 7 let žila pod přísným dohledem režimu, po smrti manžela zmizela neznámo kam, příbuzní se s ní nemohli kontaktovat. Třetí den po smrti Liou Siao-po, 15. července, proběhl za neobvyklých okolností pohřeb. Liou Siao-po byl zpopelněn a popel byl vysypán manželkou do moře. Přátelé a známí uvedli, že na oficiálně zveřejněných fotografiích z pohřbu nemohou údajné přátele rodiny identifikovat.

## Galerie

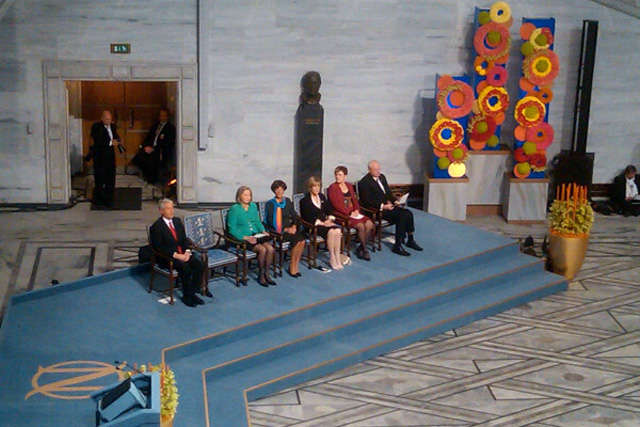
Slavnostní vyhlášení Nobelovy ceny za mír 2010: prázdné křeslo na jevišti rezervováno pro Liou Siao-pa, který byl v té době ve vězení; Čínská vláda nedovolila odcestovat do Osla ani Liou Sia, které dala domácí vězení.
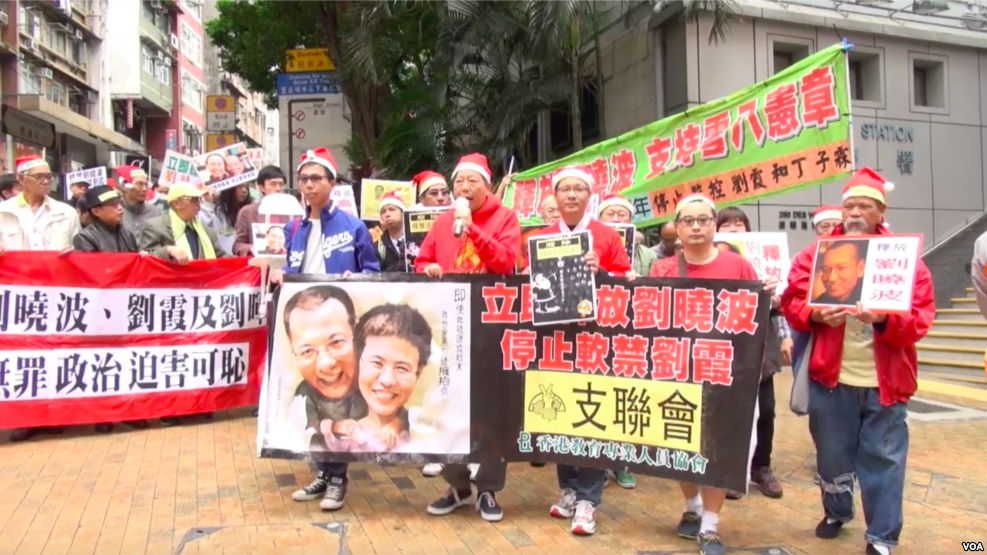
Vánoční přehlídka v Hongkongu poblíž styčné kanceláře požadující vydání Lioa Siao-pa. Foto 5. února 2017
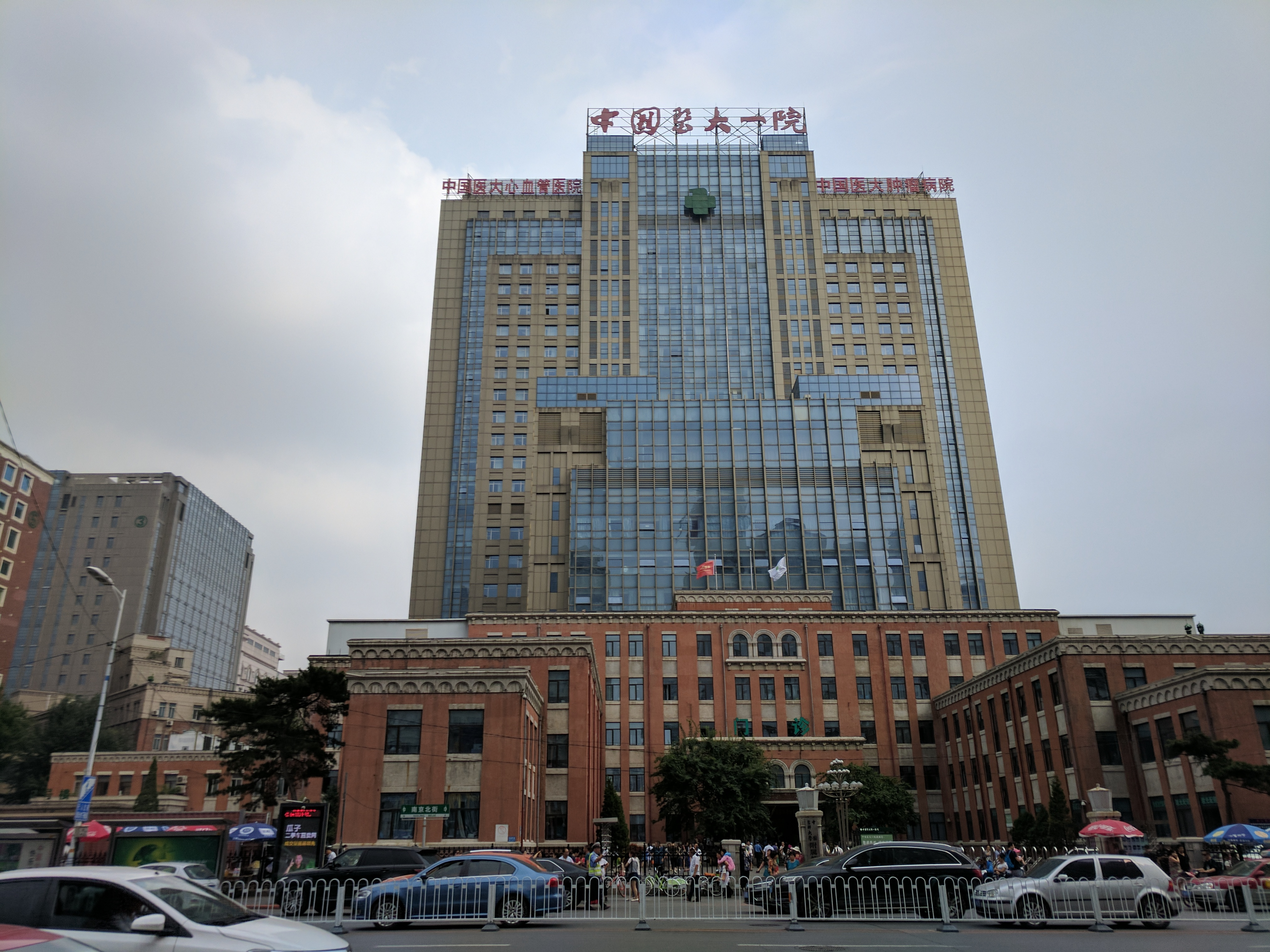
První nemocnice Čínské lékařské univerzity v severovýchodním městě Šen-jang, kde Liou Siao-po zemřel 13. července 2017.
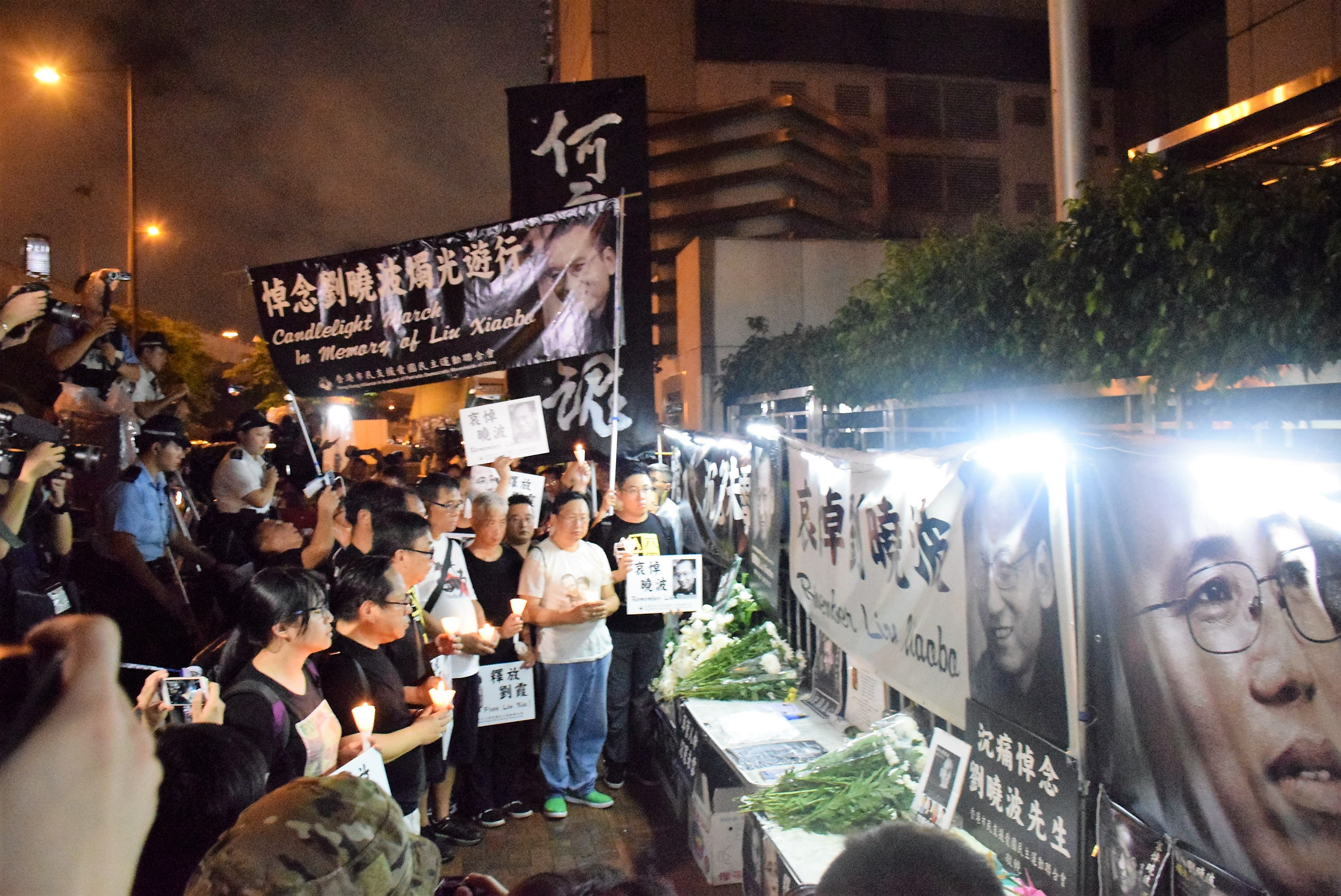
Občané Hongkongu se shromáždili, aby vzpomněli na Lioa Siao-pa, který zemřel 13. července 2017. Fotografie: 17. července 2017